# 1990年沖繩縣知事選舉
1990年沖繩縣知事選舉是沖繩縣於1990年11月18日舉行的知事選舉。

## 概述
本次知事選舉是知事任期四年屆滿之際舉行的，也是平成年間第一次沖繩縣知事選舉。參選人有日本社會黨、日本共產黨、沖繩社會大眾黨等「革新共闘会議」和公明黨支持的大田昌秀；與自民党和民社党支持，追求第4任期的時任知事西銘順治。選舉的焦點包括對西銘縣政府的評價，還有當時國會正在討論的《聯合國維和協力法案》，同時各黨也將本次選舉視為隔年統一地方選舉的前哨戰。

## 結果
選舉結果作為政治新人的大田昌秀擊敗已三連任的西銘順治，此為革新勢力時隔12年重奪執政權，大田的勝因在於很早便表態參選，獲得「革新共闘会議」推薦支持，並在《聯合國維和協力法案》議題表達反對立場，呼應沖繩人民反正立場。相對地西銘被批評長期執政、多次參選，在《聯合國維和協力法案》議題表示「在憲法框架下支持」的立場，另外其子還投入日本眾議院和沖繩縣議會選舉，導致「家族政治化」的批評。
- 投票率 ：76.78%（▲2.68%）[2]

| 當選 | 候选人   | 所屬黨派 | 得票数  | 得票率 | 支持政黨                                       |
| ---- | -------- | -------- | ------- | ------ | ---------------------------------------------- |
| 當選 | 大田昌秀 | 無所屬   | 330,982 | 52.38% | 日本社会党、日本共產黨、沖繩社會大眾黨、公明黨 |
|      | 西銘順治 | 無所屬   | 300,917 | 47.62% | 自由民主党、民社党                             |